# 萊氏鰍
萊氏鰍為輻鰭魚綱鯉形目鰍科的其中一種，為溫帶淡水魚，分布於亞洲中國及俄羅斯的阿穆爾河及蒙古Kherlen河流域，棲息在底層水域，生活習性不明。

## 扩展阅读
維基物種上的相關：萊氏鰍